# Javier García Delgado
Javier García Delgado (La Bañeza, 10 de septiembre de 1976) es un deportista español que compitió en esgrima, especialista en la modalidad de florete.
Ganó una medalla de bronce en el Campeonato Mundial de Esgrima de 2002, en la prueba por equipos (junto con Javier Menéndez Fernández, Luis Caplliure Moreno y José Francisco Guerra).
Participó en los Juegos Olímpicos de Atlanta 1996, ocupando el decimotercer lugar en la prueba individual.
En 2002 fue condecorado, como parte del equipo medallista del Mundial, con la Placa de Bronce de la Real Orden del Mérito Deportivo.

## Palmarés internacional
| Campeonato Mundial | Campeonato Mundial | Campeonato Mundial | Campeonato Mundial  |
| Año                | Lugar              | Medalla            | Prueba              |
| ------------------ | ------------------ | ------------------ | ------------------- |
| 2002               | Lisboa (Portugal)  | Medalla de bronce  | Florete por equipos |